# Colonne du pape
La colonne du pape est une colonne commémorative en marbre blanc érigée à Nice en 1822 en souvenir des deux brefs passages du pape Pie VII dans la ville, en 1809 et en 1814.

## Histoire
Le pape Pie VII s'est trouvé à Nice à deux reprises :
- du 7 au 9 août 1809

Un mois plus tôt, les troupes de Napoléon Ier avaient fait enlever le pape à Rome dans la nuit du 5 au 6 juillet 1809. Il est transféré en exil en France où il doit être conduit, incognito, à Fontainebleau. À son entrée dans le pays niçois, il est reconnu en amont. La reine Marie-Louise d'Étrurie et son fils viennent à sa rencontre. Une grande cérémonie est organisée à l'avance en son honneur. Quand il arrive à Nice, le pape est accueilli par une foule énorme ; les gens illuminent leurs maisons sur son passage. Le souverain pontife loge trois jours dans l'hôtel de la Préfecture. Le lendemain, il se présente à son balcon pour bénir la foule ; des feux d'artifice sont tirés du bord de mer. « La veille de son départ [du pape], on vit soixante-douze barques de pécheurs rangées vis-à-vis le balcon de la Préfecture, et plus de 1600 personnes [...] attendant sa bénédiction ».
- du 9 au 11 février 1814

Libéré par Napoléon, le pape quitte Fontainebleau où il était prisonnier d’État,, et traverse la France pour rejoindre Rome. Sur les étapes de son parcours, les foules des villes et des campagnes accourent et se mettent à genoux au bord de son chemin. Quand il arrive à Nice, « 150 prêtres accompagnés de tous les habitants de la ville, marchaient devant la voiture de Sa Sainteté. Arrivés à la Croix de Marbre, le peuple détela les chevaux et traina lui-même la voiture jusqu'à l'église et ensuite à la Préfecture. » Le pape, ému par cet accueil, enverra au maire de Nice un portrait de lui en gratitude, qui sera placé dans la salle du Conseil. La colonne de marbre a été aménagée à l'endroit même où le pape fut porté en triomphe, dans sa voiture dételée, jusqu'à la cathédrale de Nice.
Le choix d'ériger cette colonne commémorative est formulé dès 1815. Elle est située sur la place de la Croix de Marbre - en bordure de la rue de France - place créée en 1821-1822 par achat des terrains qui appartenaient aux sieurs Todon et Barralis. La colonne est érigée le 4 septembre 1823.
Elle est classée au titre des monuments historiques par arrêté du 26 décembre 1906.

## Description
La colonne du pape a deux particularités :
- les armoiries représentées sur la croix ne sont pas les armoiries de dignité du pape, mais celles de sa famille, les Chiaramonti ;
- la croix est à deux branches horizontales, semblable à la croix de Lorraine.

Sur les quatre côtés du socle, figurent des inscriptions en latin, :
Côté est, en direction du centre de la place et de la vieille ville :
« OB REDITVM FAVSTVM FELICEM PII VII PONT MAX QVEM ECCLESIAE PERDVELLIVM IMMANITATE REGNO SPOLIATVM ATQ[VE] HAC SATELLITIBVS STIPANTIBVS A[D?]DVCTVM VII ID SEXT A MDCCCVIIII CIVES ADVENAEQVE VOTIS ET LACRIMIS PROSEQVVTI FVERANT ORDO POPVLVSQ[VE] NICAEENSIS OVANTI GRATVLATVS MONVMENTVM LAETITIAE PVBLICAE STATVI[T?] DEVOTVS SANCTITA[TI?] MAIESTATIQ[VE] EIVS »
(traduction : « En raison du retour favorable et heureux du souverain pontife Pie VII que, privé de royaume par barbarie des ennemis de l’église et amené ici par une escorte compacte, citoyens et étrangers avaient accompagné de vœux et de larmes le 7 août 1809, les ordres [clergé et noblesse] et le peuple niçois, exultants et joyeux, dévoués à sa sainteté et majesté, ont érigé un mémorial de réjouissance publique. »)
Côté nord :
« ANNO MDCCCXIIII V ID FEBRVAR PIVS VII PONT MAX ADSERTOR CATHOLICI NOMINIS OBSES RELIGIONIS PER QVINQVENNIVM QVVM E GALLIIS SAVONEM DEDVCERETVR COLLEGIO PATRVM CANONICOR[VM] NICAEENSIVM ET KLERO ET SODALITATIBVS VNIVERSIS CVNCTAQ[VE] SEDIBVS SVIS PROPE AVVLSA CIVITATE OBVIAM HVC VSQVE PROGRESSIS CVRRVQVE AB HOMINIBVS MIL[ITE?] NEQVIDQVAM OBNITENTE CERTATIM PERTRACTO INTER FAVST[A?]S CONTINENTESQ[VE] ADCLAMATIONES NICAEAM INGRESSVS EST »
(traduction : « Le 5 février 1814, le souverain pontife Pie VII, protecteur du nom catholique et otage de religion pendant cinq ans, pendant qu’il était conduit de chez les Français à Savone, est entré à Nice au milieu d’acclamations heureuses et continues, le collège des pères canoniques niçois et le clergé et l’ensemble des congrégations et de leurs sièges s’avançant avec la ville presque détachée au-devant de lui jusqu’ici, et son char étant tiré à qui mieux mieux par les gens avec un soldat résistant en vain. »)
Côté ouest :
« PIVS VII PONT MAX HOSPES NICAEENSIVM AD TRIDVVM QVOD FVIT EX V IN III ID FEBRVAR ANNO M DCCC XIIII TOTA VRBE PER NOCTEM LVMINIBVS VLTRO APPOSITIS COLLVCENTE MORTALES OMNIVM GENERVM AETATVM ORDINVM IN SINGVLAS HORAS VNDIQVE CONFLVENTES [S]ALVTARI PRECATIONE E MAENIANO LVSTRATOS MAIESTATE ADSPECTVS SANCTISSIMI PERPETVIS VOCIBVS EFFLAGITATA BEAVIT »
(traduction : « Le souverain pontife Pie VII, hôte des Niçois pendant les trois jours à partir du 5 février 1814, toute la ville étant illuminée pendant la nuit par des lumières placées en plus, a béni les mortels de toutes origines, âges et ordres, affluant de partout à chaque heure et purifiés par une prière salutaire depuis le balcon, la majesté de la vision du très saint [père] étant réclamée par des voix ininterrompues. »)
Côté sud :
« EX AVCTORITATE REGIS KAROLI FELICIS NICAEENSES QVORVM RELIGIONEM ET ERGA SE OBSERVANTIAM PIVS VII PONT MAX AMPLISSIMO LITTERARVM TESTIMONIO HONESTAVIT MOLITIONE OPERIS ANNO MDCCCXXII DECRETA CV[R?]AN[T?]IB[VS] RAIMVNDO GARIN COMIT[E] A COCCONATO IOAN IOS FRANCO STEPH LEVAMIS CO[N]S[VLIBV]S [DE]DICAVER[VNT] ANNO SVBSEQ[VENTE] ALO[Y?]SIO ALEXANDRO SAISI A CASTRONOVO IOAN PECOVD PETRO VERANI CO[N]S[VLIBV]S »
(traduction : « Sous l’autorité du roi Charles-Félix, la mise en œuvre des travaux ayant été décidée en 1822 au soin des consuls Raymond Garin comte de Cocconato, Jean-Joseph Franco et Étienne Levamis, les Niçois, dont le souverain pontife Pie VII a honoré d’un très abondant témoignage de lettres la religion et le respect envers lui, ont consacré [ce mémorial] l’année suivante, Aloysius-Alexandre Saisi de Châteauneuf, Jean Pécoud et Pierre Verani étant consuls. »)

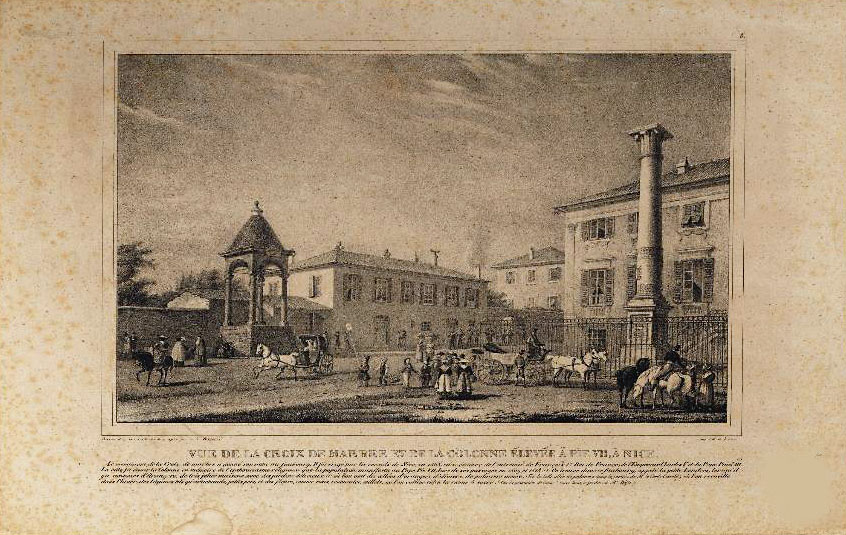
La colonne et, au second plan, la Croix de Marbre.
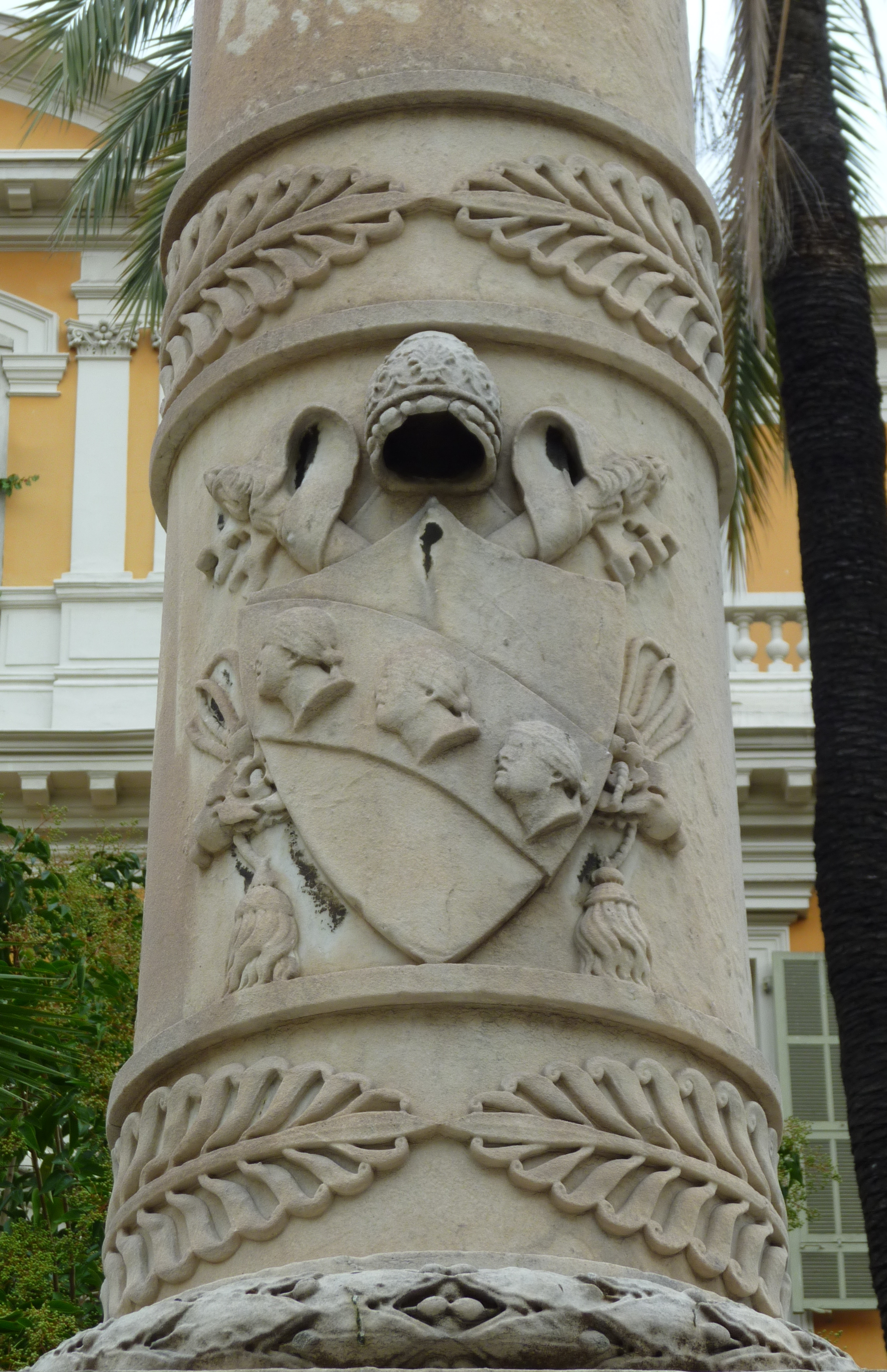
Armoiries.
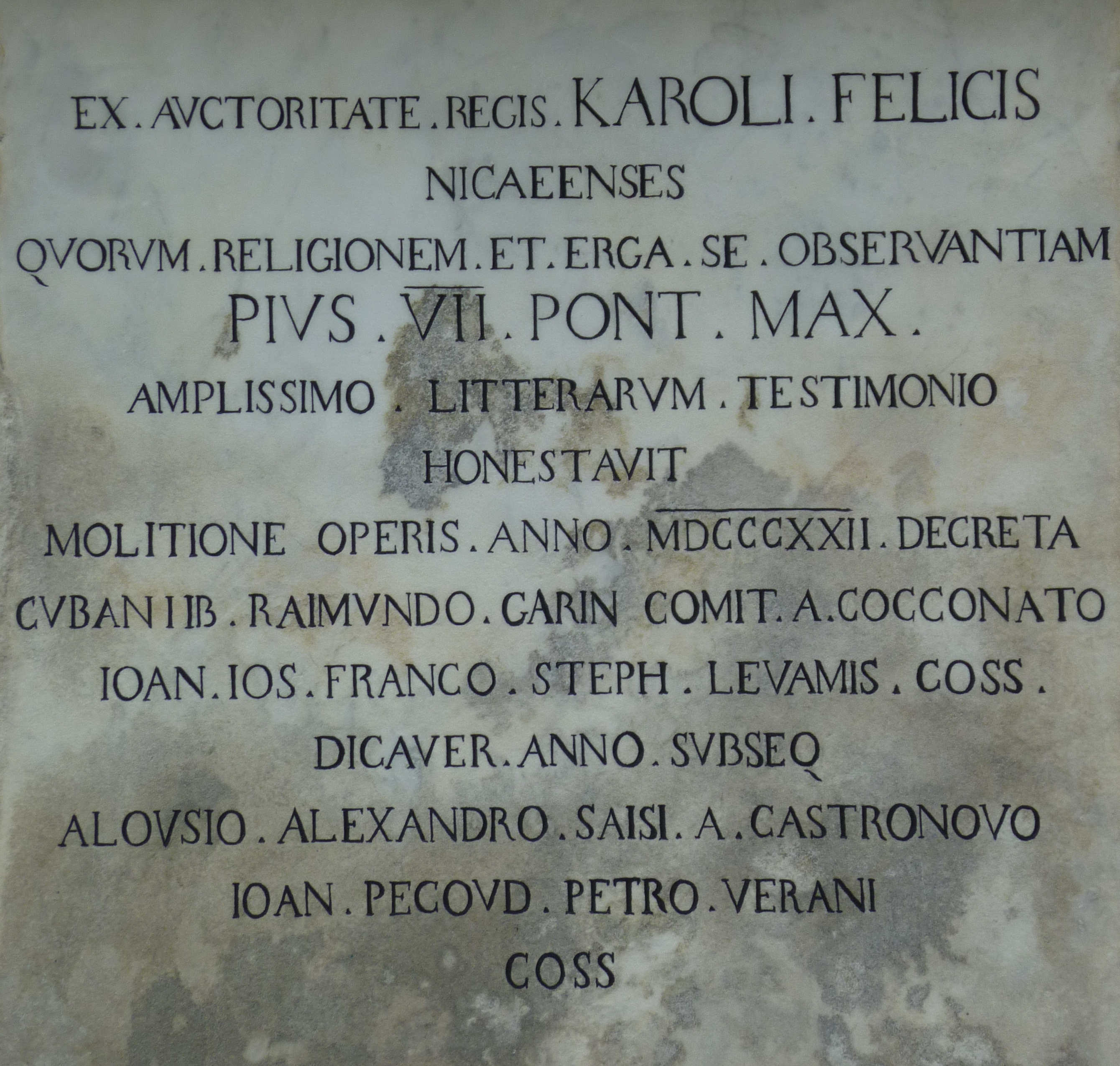
Plaque en latin.